# Bolear Bokna
Bolear Bokna – marszalski koszykarz, wielokrotny reprezentant kraju na arenie międzynarodowej.
W 2005 roku, jego zespół wziął udział w miniigrzyskach Pacyfiku rozgrywanych na Palau. Podczas tego turnieju wystąpił w pięciu meczach, w których zdobył 48 punktów (najlepszy punktujący drużyny), jednak jego ekipa nie odegrała większej roli w zawodach (zespół ten zajął ostatnie 8. miejsce). Bokna grał łącznie przez około 119 minut.
Reprezentował swój kraj także w innych mniejszych turniejach, m.in. w zawodach Micronesia Basketball Tournament czy igrzyskach mikronezyjskich.

## Statystyki z miniigrzysk Pacyfiku
| Rok  | Reprezentacja   | M | MPG  | FG%   | 3P% | FT% | APG | SPG | BPG | PPG |
| ---- | --------------- | - | ---- | ----- | --- | --- | --- | --- | --- | --- |
| 2005 | Wyspy Marshalla | 5 | 23,9 | 34,1% | 25% | 75% | 0,2 | 1   | 0,2 | 9,6 |